# Hoofdklasse hockey heren 1997/98
Het seizoen 1997/98 is de 25ste editie van de herenhoofdklasse waarin onder de KNHB-vlag om het landskampioenschap hockey werd gestreden. Na de reguliere competitie en de play offs werd een nationaal kampioen bekend.
In het voorgaande seizoen degradeerden Groningen en EHV. Voor hen kwamen SCHC en Hurley in de plaats.
Den Bosch versloeg in de finale Amsterdam over drie wedstrijden (0-1, 1-1* en 2-1) en werd landskampioen. Onderin degradeerden Pinoké en Tilburg rechtstreeks.
Dit seizoen ging de puntentelling voor het laatst uit van het traditionele tweepuntensysteem (2 punten per overwinning).

## Eindstand
Na 22 speelronden was de eindstand:
| #  | Club              | GS | W  | G | V  | P  | DV      | DT      | DS  |
| -- | ----------------- | -- | -- | - | -- | -- | ------- | ------- | --- |
| 1  | Den Bosch         | 22 | 13 | 5 | 4  | 31 | 59 - 29 | 59 - 29 | +30 |
| 2  | HGC               | 22 | 12 | 7 | 3  | 31 | 69 - 47 | 69 - 47 | +22 |
| 3  | Amsterdam         | 22 | 12 | 6 | 4  | 30 | 62 - 36 | 62 - 36 | +26 |
| 4  | Bloemendaal       | 22 | 10 | 4 | 8  | 24 | 53 - 49 | 53 - 49 | +4  |
| 5  | HDM               | 22 | 9  | 5 | 8  | 23 | 52 - 46 | 52 - 46 | +6  |
| 6  | Hurley            | 22 | 7  | 8 | 7  | 22 | 48 - 50 | 48 - 50 | -2  |
| 7  | Oranje Zwart      | 22 | 8  | 5 | 9  | 21 | 44 - 47 | 44 - 47 | -3  |
| 8  | Kampong           | 22 | 6  | 7 | 9  | 19 | 42 - 47 | 42 - 47 | -5  |
| 9  | Klein Zwitserland | 22 | 5  | 8 | 9  | 18 | 35 - 50 | 35 - 50 | -15 |
| 10 | SCHC              | 22 | 5  | 6 | 11 | 16 | 40 - 53 | 40 - 53 | -13 |
| 11 | Pinoké            | 22 | 5  | 6 | 11 | 16 | 42 - 56 | 42 - 56 | -14 |
| 12 | Tilburg           | 22 | 4  | 5 | 13 | 13 | 41 - 77 | 41 - 77 | -36 |

### Legenda
| Afk.      | Betekenis                                                                     |
| --------- | ----------------------------------------------------------------------------- |
| GS        | aantal gespeelde wedstrijden                                                  |
| W         | aantal gewonnen wedstrijden                                                   |
| G         | aantal gelijk gespeelde wedstrijden                                           |
| V         | aantal verloren wedstrijden                                                   |
| P         | totaal aantal punten                                                          |
| DV        | aantal gemaakte doelpunten                                                    |
| DT        | aantal doelpunten tegen                                                       |
| DS        | doelsaldo                                                                     |
| Den Bosch | Landskampioen Den Bosch plaatst zich voor de Europacup I 1999                 |
| Amsterdam | Verliezend play off-finalist Amsterdam plaatst zich voor de Europacup II 1999 |
| HGC       | HGC en Bloemendaal hebben zich alleen weten te plaatsen voor de play offs     |
| Pinoké    | Pinoké en Tilburg zijn rechtstreeks gedegradeerd                              |

## Topscorers
| #  | Speler             | Club        | Goals |
| -- | ------------------ | ----------- | ----- |
| 1. | Piet-Hein Geeris   | Den Bosch   | 29    |
| 1. | Bram Lomans        | HGC         | 29    |
| 1. | Richard de Snaijer | HDM         | 29    |
| 4. | Remco van Wijk     | Bloemendaal | 22    |
| 5. | Marten Eikelboom   | Amsterdam   | 18    |
| 6. | Tycho van Meer     | HGC         | 14    |
| 7. | Mark Jan Bender    | Kampong     | 13    |
| 7. | Bart van der Meer  | Pinoké      | 13    |
| 9. | Remko Koster       | Hurley      | 12    |

## Play offs landskampioenschap
Halve finales 1/4
| Team            | Score             | Team            |
| --------------- | ----------------- | --------------- |
| (4) Bloemendaal | 5-3 (3-2)         | Den Bosch (1)   |
| (1) Den Bosch   | 5-1 (2-1)         | Bloemendaal (4) |
| (1) Den Bosch   | 2-2 (1-1) wns 4-3 | Bloemendaal (4) |

Halve finales 2/3
| Team          | Score     | Team          |
| ------------- | --------- | ------------- |
| (3) Amsterdam | 2-1 (0-1) | HGC (2)       |
| (2) HGC       | 3-4 (1-3) | Amsterdam (3) |

Finales heren
| 4 april 1998 |           |                     |                                                             |
| Amsterdam    | 0-1 (0-0) | Den Bosch           | Amstelveen Scheidsrechters: Peter Elders Philip Schellekens |
|              |           | Tim Delmee (sc) 0-1 | Amstelveen Scheidsrechters: Peter Elders Philip Schellekens |

| 5 april 1998         |           |                                            |                                                               |
| Den Bosch            | 1-1 (0-0) | Amsterdam                                  | 's-Hertogenbosch Scheidsrechters: Peter von Reth Jos Gorissen |
| Piet-Hein Geeris 1-1 |           | Wouter Damman 0-1 Wint na strafballen: 3-4 | 's-Hertogenbosch Scheidsrechters: Peter von Reth Jos Gorissen |

| 7 april 1998                            |           |                    |                                                               |
| Den Bosch                               | 2-1 (1-0) | Amsterdam          | 's-Hertogenbosch Scheidsrechters: Peter Elders Peter von Reth |
| Jeroen Delmee 1-0 Dennis Dijkshoorn 2-1 |           | Erik Gerritsen 1-1 | 's-Hertogenbosch Scheidsrechters: Peter Elders Peter von Reth |

Nederlands landskampioenschap:

1897/98 ·
1898/99 ·
1899/00 ·
1900/01 ·
1901/02 ·
1902/03 ·
1903/04 ·
1904/05 ·
1905/06 ·
1906/07 ·
1907/08 ·
1908/09 ·
1909/10 ·
1910/11 ·
1911/12 ·
1912/13 ·
1913/14 ·
1914/15 ·
1915/16 ·
1916/17 ·
1917/18 ·
1918/19 ·
1919/20 ·
1920/21 ·
1921/22 ·
1922/23 ·
1923/24 ·
1924/25 ·
1925/26 ·
1926/27 ·
1927/28 ·
1928/29 ·
1929/30 ·
1930/31 ·
1931/32 ·
1932/33 ·
1933/34 ·
1934/35 ·
1935/36 ·
1936/37 ·
1937/38 ·
1938/39 ·
1939/40 ·
1940/41 ·
1941/42 ·
1942/43 ·
1943/44 ·
1944/45 ·
1945/46 ·
1946/47 ·
1947/48 ·
1948/49 ·
1949/50 ·
1950/51 ·
1951/52 ·
1952/53 ·
1953/54 ·
1954/55 ·
1955/56 ·
1956/57 ·
1957/58 ·
1958/59 ·
1959/60 ·
1960/61 ·
1961/62 ·
1962/63 ·
1963/64 ·
1964/65 ·
1965/66 ·
1966/67 ·
1967/68 ·
1968/69 ·
1969/70 ·
1970/71 ·
1971/72 ·
1972/73
Hoofdklasse heren:

1973/74 · 
1974/75 · 
1975/76 · 
1976/77 · 
1977/78 · 
1978/79 · 
1979/80 · 
1980/81 · 
1981/82 · 
1982/83 · 
1983/84 · 
1984/85 · 
1985/86 · 
1986/87 · 
1987/88 · 
1988/89 · 
1989/90 · 
1990/91 · 
1991/92 · 
1992/93 · 
1993/94 · 
1994/95 · 
1995/96 · 
1996/97 · 
1997/98 · 
1998/99 · 
1999/00 · 
2000/01 · 
2001/02 · 
2002/03 · 
2003/04 · 
2004/05 · 
2005/06 · 
2006/07 · 
2007/08 · 
2008/09 · 
2009/10 · 
2010/11 · 
2011/12 · 
2012/13 ·
2013/14 ·
2014/15 ·
2015/16 ·
2016/17 ·
2017/18 ·
2018/19 ·
2019/20 ·
2020/21 ·
2021/22 ·
2022/23 ·
2023/24 ·
2024/25 ·
Nederlandse competities: Hoofdklasse (zaal) · Promotieklasse · Overgangsklasse · Eerste klasse · Tweede klasse · Derde klasse · Vierde klasse · Gold Cup · Silver Cup

Nederlands kampioenschap: Lijst van Nederlandse landskampioenen hockey · Lijst van Nederlandse landskampioenen zaalhockey

Europese competities: Euro Hockey League · Europacup I · Europa Cup II · Europacup zaalhockey